# Principe de réalité
En psychanalyse, le principe de réalité est la capacité d'ajourner la satisfaction pulsionnelle face aux exigences du monde extérieur. Il fait couple avec le principe de plaisir en tant que principe régulateur.

## Définition
Le principe de réalité est pour Freud l'un des deux principes qui régissent le fonctionnement mental ; en tant que principe régulateur, « il forme couple avec le principe de plaisir qu'il modifie » : au lieu de s'effectuer « par les voies les plus courtes », la recherche de satisfaction emprunte des détours et ajourne dès lors  son résultat « en fonction des conditions imposées par le monde extérieur ». Du point de vue topique, le principe de réalité caractérise surtout le système préconscient-conscient.
Si Freud introduit formellement le concept de principe de réalité en 1911 dans Formulations sur les deux principes du cours des événements psychiques, la notion en est déjà sous-entendue, d'après René Roussillon, dans l' L'Esquisse d'une psychologie scientifique dès 1895. Le principe de réalité est « une antinomie interne au principe de plaisir », ou plus précisément, estime Roussillon, à « la réalisation hallucinatoire du désir ».

#### Textes de référence
- Sigmund Freud, Formulations sur les deux principes du fonctionnement psychique, 1911.
- Sigmund Freud, La perte de la réalité dans la névrose et la psychose, 1924.

#### Études
- Jean Laplanche et Jean-Bertrand Pontalis, Vocabulaire de la psychanalyse, Paris, PUF, coll. « Bibliothèque de la psychanalyse », 1984 (1re éd. 1967), 523 p. (ISBN 2-13-038621-0).
  - « Principe de réalité », dans Vocabulaire de la psychanalyse, 1984, p. 336-339.
  - « épreuve de réalité », dans Vocabulaire de la psychanalyse, 1984, p. 138-142.
  - « Moi-plaisir — moi-réalité », dans Vocabulaire de la psychanalyse, 1984, p. 256-259.
- René Roussillon, « principe de réalité », dans Alain de Mijolla (dir.), Dictionnaire international de la psychanalyse, Paris, Hachette, 2005 (ISBN 201279145X), p. 1334.